# Aristides Brezina
Aristides Brezina, född 4 maj 1848 i Wien, död där 25 maj 1909, var en österrikisk mineralog.
Brezina började sin bana med kristallografi och kristallkemi, blev 1874 anställd vid hovmineralkabinettet, och fick 1878 ledningen vid dess meteoritsamling, som under Brezina hade en rik utvecklingsperiod. Han blev 1885 chef för hovmineralkabinettets mineralogisk-petrografiska avdelning. Brezinas arbeten behandlar främst meteoriterna, och tillsammans med Ernst Cohen började han ett arbete om meteorjärnets struktur, vars fullbordande dock ingen av författarna fick uppleva.